# USS Oklahoma City (SSN-723)
Pour les autres navires du même nom, voir USS Oklahoma City.
Le USS Oklahoma City (SSN-723) est un sous-marin nucléaire d'attaque américain de classe Los Angeles nommé d'après Oklahoma City dans l'État d'Oklahoma.

## Histoire du service
Construit au chantier naval Northrop Grumman de Newport News, il a été commissionné le 2 novembre 1985 et est toujours actuellement en service dans l’United States Navy.
Le 2 novembre 2002, l'USS Oklahoma City heurte un cargo norvégien en Méditerranée ouest, endommageant le kiosque et le périscope du sous-marin. Aucun blessé.